# Hugo Björk
Anders Hugo Ragnar Björk, född 23 oktober 1909 i Björnekulla församling, Skåne och död 25 februari 1975 i Stockholm var en svensk aktuarie, schackspelare och generalsekreterare i  Världsschackförbundet FIDE. 
I ungdomen intresserade han sig för både humaniora och naturvetenskap. Björk blev slutligen fil lic i matematisk statistik men utvecklade samtidigt goda språkkunskaper. Han behärskade förutom de klassiska språken engelska, tyska, franska, spanska ryska även finska, polska och serbokratiska.
Han var en god schackspelare, spelade för klubben  Kristallen i Stockholm, och tog bland annat tredjeplatsen i Klass I vid SM i Motala 1946.
Efter hand tog de administrativa uppgifterna överhanden och som generalsekreterare i Världsschackförbundet byggde han, omkring 1950 till 1970 och i samarbete med presidenten Folke Rogard, upp den internationella schackorganisationen.
Parallellt med de internationella uppgifterna var han sekreterare i Stockholms Schackförbund från 1949. Han blev utnämnd till förbundets hedersmedlem 1967.  Hans avsevärda energi för att organisera och utveckla det svenska och internationella schackspelet är dokumenterad.
Till yrket var Hugo Björk aktuarie vid ett av Sveriges största försäkringsbolag med huvudkontor i Stockholm. 
Hugo Björk ligger begravd på Björnekulla kyrkogård (kvarter M), nordost om Helsingborg.